# Chawa Alberstein
Chawa Alberstein (hebr. חוה אלברשטיין; ur. 8 grudnia 1946 w Szczecinie) – izraelska piosenkarka, kompozytorka, autorka tekstów i aktorka.

## Życiorys
Urodziła się 8 grudnia 1946 jako Ewa Alberstein. Była córką polskich Żydów, którzy przeżyli Holocaust dzięki ucieczce na Syberię. Po powrocie do Polski zamieszkali w Szczecinie. W 1951, z powodu narastających nastrojów antysemickich, jej rodzina wyemigrowała do Izraela i osiadła w Kiryat Chaim, miejscowości w okolicach Hajfy.
W wieku 12 lat piosenkarka zaczęła pobierać lekcje gry na gitarze. Zadebiutowała mając 17 lat, występem w klubie Hamaam w Jafie. Wykonała wówczas cztery autorskie kompozycje, a na scenie towarzyszył jej brat, Alexander Alberstein. Niedługo później wystąpiła gościnnie w programie Moadon Hazemer, co pozwoliło jej nawiązać współpracę ze stacją Columbia Broadcasting System.
Jej pierwszy album, Hine Lanu Nigun (1967) zawierał piosenki w jidysz. Od tamtej pory Chawa Alberstein nagrała około 60 albumów w językach jidysz, hebrajskim i arabskim. Większość jej piosenek stanowią kompozycje i teksty autorskie.
W 1989 zaproponowała własną wersję popularnej piosenki Chad Gadja. Poruszała w niej problemy moralne związane z okupacją Palestyny i „cyklem przemocy” związanej z pierwszą intifadą. Wykonywanie utworu zostało początkowo zakazane przez rząd, jednak pod naciskiem opinii publicznej zakaz został zniesiony.
Była żoną reżysera Nadawa Lewitana (1945–2010), także pisarza i autora piosenek, z którym ma dwoje dzieci – córkę i syna.
Według gazety „Jedi’ot Acharonot”, Alberstein jest najważniejszą folkową piosenkarką w Izraelu.